# Johann Kollowrat
Johann Karl, Graf von Kolowrat-Krakowsky (21 de diciembre de 1748 - 5 de junio de 1816) se unió al Ejército austriaco, luchó contra el Reino de Prusia y la Turquía otomana antes de ser promovido al rango de general. Durante su combate contra Francia en las guerras revolucionarias francesas, fue conocido como especialista artillero. En las guerras napoleónicas, comandó cuerpos en las campañas de 1805 y 1809. Se convirtió en Propietario (Inhaber) de un regimiento de infantería austriaco en 1801 y mantuvo esa posición hasta su muerte.
Fue el último gobernador del Reino de Serbia en 1791, sucediendo al Conde George Olivier de Wallis y accedió a esos territorios de acuerdo al Tratado de Sistova.

## Primeros años
Nacido en Praga el 21 de diciembre de 1748, la carrera militar de Kollowrat se inició en 1766 cuando se unió al Ejército austriaco. Dos años más tarde se convirtió en Capitán. En 1778-79, luchó contra los prusianos en la guerra de sucesión bávara durante la cual recibió el ascenso a Mayor. En 1786 se convirtió en teniente-coronel. La guerra austro-turca (1787-1791) vio su ascenso al rango de Oberst (coronel) al mando del Regimiento de Infantería Alvinczi # 19. Después de realizar un servicio notable y siendo herido en Belgrado, ganó el ascenso a General-Mayor el 9 de octubre de 1789.
Sucedió en 1791 al conde George Olivier Wallis como comandante militar supremo de las fuerzas de Habsburgo en Serbia.

## Guerras revolucionarias francesas

### Guerra de la Primera Coalición
En 1792, Kollowrat fue transferido a la artillería y luchó en la guerra de la Primera Coalición. Después de demostrar ser un artillero y cuidadoso estudioso de la logística, recibió el mando del 2.º Regimiento de Artillería. Sirvió como jefe de artillería a las órdenes del Conde Clerfayt durante la campaña de 1795. En reconocimiento a sus habilidades, el emperador Francisco II lo nombró Feldmarschal-Leutnant el 4 de marzo de 1796. Se distinguió dirigiendo las baterías en el Sitio de Kehl en 1796-97 y recibió la Cruz de Comandante de la Orden Militar de María Teresa por sus esfuerzos. El 28 de octubre de 1800, recibió el rango de Feldzeugmeister.

### Guerra de la Segunda Coalición
En la Batalla de Hohenlinden, el comandante de ejército, el Archiduque Juan de Austria montó con la columna austro-bávara de 22.000 hombres de Kollowrat. Antes de que la columna de Kollowrat abandonara los bosques, los franceses emboscaron sus elementos avanzados. Un ataque de flanqueo envolvió la columna de Kollowrat. Después de un fuerte combate, los franceses enfrentaron a los aliados en tres lados y las formaciones se desintegraron. Los hombres de Kollowrat sufrieron grandes pérdidas en hombres y cañones capturados.

## Guerras napoleónicas

### Austerlitz
Se hizo propietario del Regimiento de Infantería Kollowrat # 36 en 1801. Ese mismo año, se convirtió en miembro del Consejo Áulico. Lideró los 25.400 austriacos de la 4.ª columna en la Batalla de Austerlitz en 1805. Avanzando a través de la meseta de Pratzen, su fuerza se encontró en el camino del ataque principal de Napoleón. Después de un fuerte combate, el cuerpo del Mariscal Nicolas Soult rompió las líneas de los austriacos de Kollowrat y los expulsó del campo de batalla.

### Campaña del Danubio
En 1809, Kollowrat lideró el II Cuerpo durante la Batalla de Eckmühl donde no fue comprometido porqué operaba al norte del Danubio. Transferido al mando del III Cuerpo, sus tropas se perdieron la Batalla de Aspern-Essling. En su lugar, operó contra las líneas de comunicación del emperador Napoleón con poco efecto.
En el segundo día de la Batalla de Wagram, el Archiduque Carlos lanzó el cuerpo de Kollowrat y Johann von Klenau en un peligroso asalto contra el flanco izquierdo francés. Napoleón detuvo el lento movimiento del III Cuerpo lanzándole una división de caballería. Los jinetes franceses sufrieron graves pérdidas pero ganaron tiempo para que los artilleros del Gran Ejército juntaran una gran batería de 112 cañones. Cuando estos cañones abrieron fuego detuvieron al III Cuerpo en seco. Después, Napoleón envió al cuerpo de Étienne Macdonald contra la conjunción entre el III Cuerpo de
Kollowrat y el I Cuerpo de Reserva de Johann Liechtenstein. A pesar de este fuerte ataque, los austriacos tuvieron éxito en detener a Macdonald. Pero para entonces, los franceses habían aplastado al Ejército austriaco en el resto del campo de batalla. El Archiduque Carlos emitió la orden de retirada y Kollowrat fue obligado a echar para atrás su mando.

### Últimos años
Después de 1809, Kollowrat no sostuvo nuevos comandamientos de campo. Fue promovido a Feldmarschall el 12 de septiembre de 1809. En 1813 cayó enfermó y no participó en la lucha. En su lugar, organizó esfuerzos de socorro para muchos soldados heridos aliados y franceses. Murió en Praga el 5 de junio de 1816.